# Antonio María Esquivel
Pour les articles homonymes, voir Esquivel.
Antonio María Esquivel, né à Séville le 8 mars 1806 et mort à Madrid le 9 avril 1857 , est un peintre espagnol romantique et portraitiste.

## Biographie
Né à Séville en 1806, il commence ses études dans cette ville à l'Académie royale des beaux-arts de Santa Isabel de Hungría (es). Il s'y familiarise avec la technique picturale et l'art du détail de Murillo, et comme lui et son contemporain José Gutiérrez de la Vega, il cherche à revaloriser les traditions nationales.
En 1831, il déménage à Madrid, où il prend part aux concours à l'Académie royale des beaux-arts de San Fernando ; il y est nommé académicien émérite. En contact avec l'ambiance intellectuelle madrilène de l'époque, il participe activement à la fondation du Liceo Artístico y Literario, foyer du romantisme madrilène, en 1837, où il donne des cours d'anatomie, ainsi qu'il le fera également à l'Académie royale des beaux-arts de San Fernando.
En 1839, il rentre à Séville mais souffre d'une maladie qui le rend presque aveugle. L'artiste, profondément dépressif, essaie de se suicider en se jetant dans le Guadalquivir. Mais ses compagnons et amis poètes et artistes sont mobilisés par le Liceo pour l'aider et se cotisent pour lui payer un traitement très cher que réalise un prestigieux ophtalmologue français. C'est ainsi qu'il guérit et récupère la vue en 1840. Reconnaissant, Esquivel peint ses amis poètes et peintres du romantisme dans un tableau qui le rendra célèbre : La Réunion des poètes.
Comme théoricien de la peinture, il rédige en 1848 un Traité d'anatomie picturale, qu'il illustre de plusieurs gravures et dont l'original est conservé au musée du Prado.
Il meurt à Madrid en 1857. Ses fils, Carlos María (1830-1867) et Vicente, sont également peintres.

## Reconnaissance
Il reçoit par la plaque du Site de Cadix et la Croix de commandeur de l'Ordre d'Isabelle la Catholique. En 1843, il est nommé Peintre de la chambre du roi et en 1847 il devient académicien de l'Académie royale des beaux-arts de San Fernando ; il est par ailleurs l'un des membres fondateurs de la Sociedad Protectora de Bellas Artes (Société protectrice des beaux-arts).
En 2006, l'Académie royale des beaux-arts de Séville, en collaboration avec la fondation El-Monte, réalise une exposition commémorative à l'occasion du bicentenaire de la naissance d'Esquivel, avec 17 toiles et 2 dessins.

## Œuvre

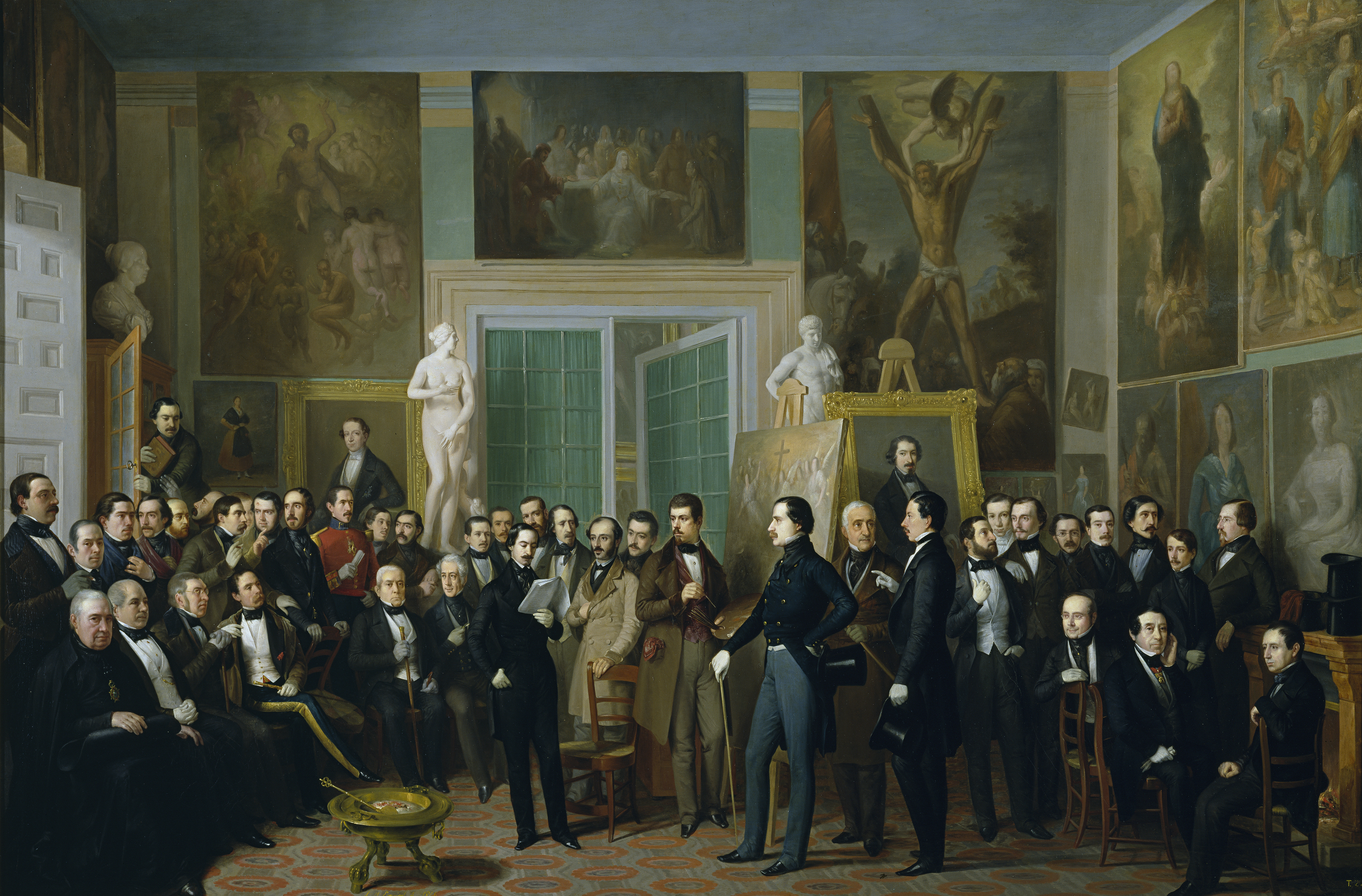
La Réunion des poètes (1846).

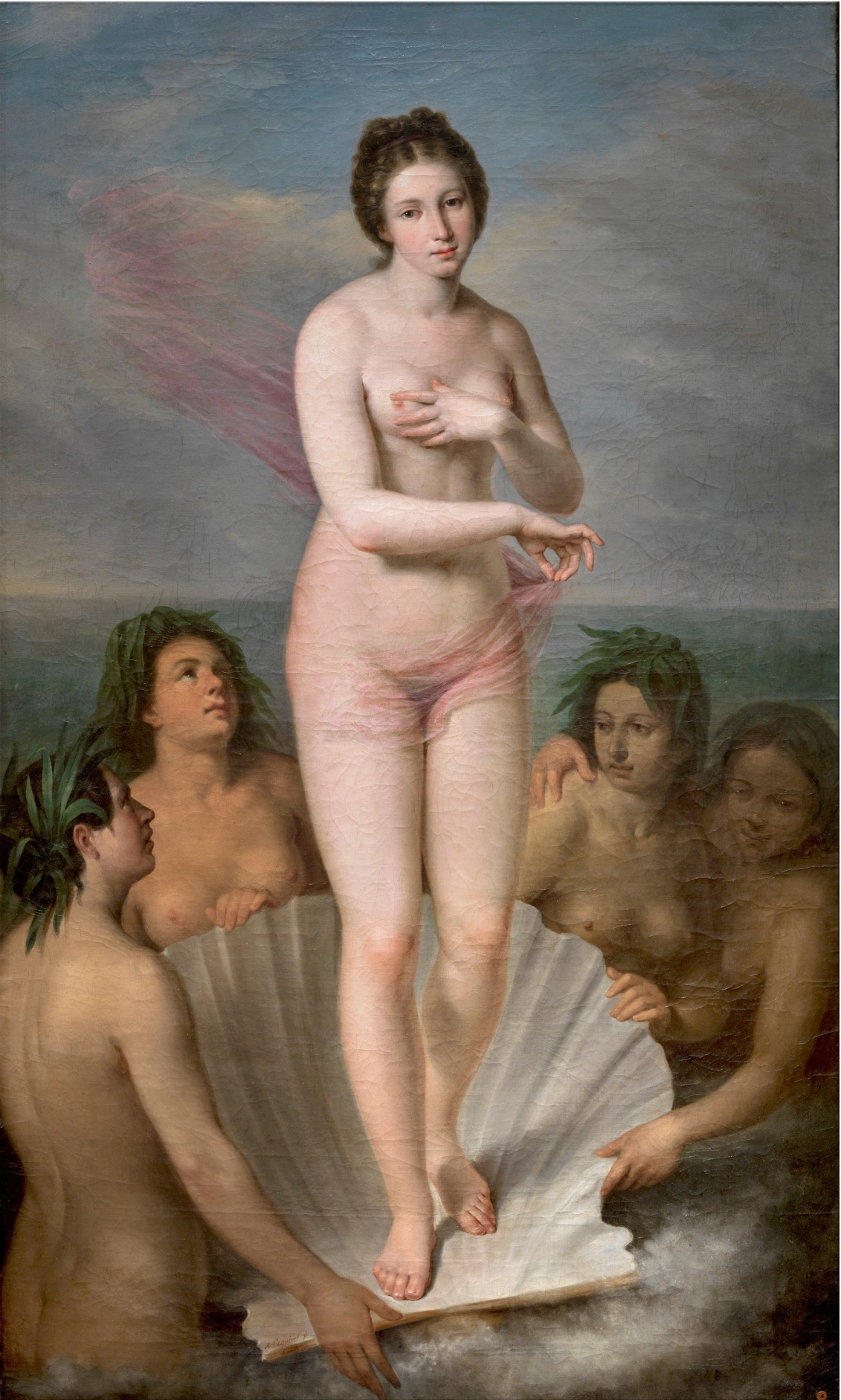
Venus anadiomede (1838), Musée du Prado, Madrid.

Antonio María Esquivel est l'un des peintres espagnols les plus intrinsèquement romantiques de par ses caractéristiques stylistiques définies par un dessin très détaillé et une chromatique équilibrée.
Il travaille sur tout type de thématiques, de la religieuse à l'historique en passant par les sujets mythologiques et costumbristes, et est un excellent portraitiste.
Sélection des œuvres les plus connues :
- Retrato de Capitán General Juan Ruiz de Apodaca (1834, Museo Naval de Madrid)
- Retrato del Teniente General Luis María Balanzat de Orvay y Briones (1834, Museo del Ejército)
- Transfiguración (1837, Parroisse Matriz de El Salvador, Santa Cruz de La Palma[4])
- Venus anadiomene (1838, Musée du Prado)
- San Miguel Arcángel (1843, Musée de la Cathédrale de Ciudad Rodrigo)
- Una lectura de Ventura de la Vega (1845, Musée national du romantisme (es), Madrid)
- La Réunion des poètes (1846, Musée du Prado)
- Retrato de Rafaela Flores Calderón (1846, Musée du Prado)
- Retrato ecuestre del General Prim (Musée national du romantisme, Madrid)[5]
- Retrato de Antonio de Benavides y Fernández de Navarrete (1848, Académie royale d'histoire)
- La Campana de Huesca (1850, Musée des beaux-arts de Séville)
- José y la mujer de Putifar (1854, Musée des beaux-arts de Séville)
- Retrato de María Josefa Fernanda de Borbón (1858, Académie royale d'histoire)[6]